# L'Empire de la nuit
Pour plus de détails, voir Fiche technique et Distribution.
L'Empire de la nuit est un film français réalisé par Pierre Grimblat et sorti en 1962.

## Fiche technique
- Titre : L'Empire de la nuit
- Réalisation : Pierre Grimblat
- Scénario : Pierre Grimblat
- Adaptation et dialogues : Frédéric Dard
- Photographie : Michel Kelber
- Musique : Michel Legrand
- Son : Raymond Gauguier
- Décors : Robert Clavel
- Montage : Albert Jurgenson
- Pays de production :  France
- Format : noir et blanc - 35 mm - 2,35:1 - son mono - procédé cinématographique : Totalscope
- Date de sortie : 
  - France : 5 décembre 1962

 Sauf indication contraire, les informations mentionnées dans cette section peuvent être confirmées par la base de données cinématographiques IMDb,  présente dans la section « Liens externes ».

## Distribution
- Eddie Constantine : Eddie Parker
- Geneviève Grad : Juliette
- Harold Nicholas : Sim
- Guy Bedos : Gaspard
- Claude Cerval : Balthazar
- Michel de Ré : Melchior
- Pierre Doris : Le chef du gang des cabarets
- Jacques Fabbri : L'acrobate Strom
- Elga Andersen : Geneviève Balkis
- Jean Le Poulain : David Balkis : l'empereur de la nuit.
- Jean Galland : Le magicien
- Sky Lee : Le géant
- Tania Constantine : Une girl
- Hélène Constantine : Une girl
- Ann Lewis : Une girl
- Roger Carel
- Jean Clarieux
- Bernard Dumaine
- Gilberte Géniat
- Jean Juillard
- Hubert de Lapparent
- Claude Mansard
- Frank Maurice
- Jacques Sempey
- Dominique Zardi
- Henri Lambert : un bagarreur (non crédité)

 Sauf indication contraire, les informations mentionnées dans cette section peuvent être confirmées par la base de données cinématographiques IMDb,  présente dans la section « Liens externes ».